# Phallostethus lehi
Phallostethus lehi är en fiskart som beskrevs av Parenti, 1996. Phallostethus lehi ingår i släktet Phallostethus och familjen Phallostethidae. Inga underarter finns listade i Catalogue of Life.